# Плетеневська
Плетене́вська (рос. Плетеневская) — присілок у складі Омутнінського району Кіровської області, Росія. Входить до складу Омутнінського міського поселення.
Населення становить 246 осіб (2010, 298 у 2002).
Національний склад станом на 2002 рік — росіяни 84 %.